# Piptochaetium lasianthum
Piptochaetium lasianthum är en gräsart som beskrevs av August Heinrich Rudolf Grisebach. Piptochaetium lasianthum ingår i släktet Piptochaetium och familjen gräs. Inga underarter finns listade i Catalogue of Life.